# Karl Janke
Karl Janke (7 de Fevereiro de 1912 - 22 de Dezembro de 1981) foi um instrutor de pilotagem e piloto alemão da Luftwaffe durante a Segunda Guerra Mundial. Voou cerca de 500 missões de combate, nas quais destruiu 32 tanques, três comboios blindados, três pontes e cerca de 5000 GRT. Depois da guerra, tornou-se capitão de navio.